# Dominiek Lootens-Stael
Dominiek Lootens-Stael (Torhout, 4 mei 1965) is een Belgisch Vlaams-nationalistisch politicus voor Vlaams Belang.

## Levensloop
Dominiek Lootens-Stael is de jongste zoon van wijlen Etienne Lootens-Stael (1914-1972), parlementslid voor de Volksunie en burgemeester te Koekelare.
Hij behaalde een diploma hoger middelbaar onderwijs (Latijn-wetenschappen) aan de abdijschool te Dendermonde. Vervolgens studeerde hij Rechten aan de Universitaire Faculteiten Sint-Aloysius te Brussel. Hij maakte deze studies echter niet af. Vervolgens werkte hij van 1989 tot 1995 als bediende op het nationaal secretariaat van het Vlaams Blok.
Hij maakte zijn politiek debuut voor het Vlaams Blok in 1991 als provincieraadslid (en tevens fractievoorzitter) in de provincie Brabant, hetgeen hij bleef tot aan de splitsing van de provincie eind 1994. Van 1995 tot 2024 was hij raadslid van de Brusselse Hoofdstedelijke Raad en diens opvolger het Brussels Hoofdstedelijk Parlement. Van 1995 tot 2004 was hij er fractievoorzitter van zijn partij, een functie die hij van 2009 tot 2024 opnieuw uitoefende, en van 2004 tot 2009 was hij secretaris. Op 13 juni 1995 en opnieuw op 6 juli 1999 legde hij als een van de zes eerst verkozenen van de Nederlandse taalgroep van de Brusselse Hoofdstedelijke Raad de eed af in het Vlaams Parlement. Hij was Vlaams volksvertegenwoordiger van juni 1995 tot juni 2004 en zetelde in het Vlaams Parlement van 1999 tot 2004 in de commissie Brussel en Vlaamse Rand. 
Bij de verkiezingen van juni 2024 werd Lootens-Stael als lijsttrekker voor het Vlaams Belang in de kieskring Brussel-Hoofdstad opnieuw verkozen in het Vlaams Parlement, waar hij ging zetelen in de commissie Brussel, Vlaamse Rand en Dierenwelzijn.
Van 2001 tot 2012 was hij tevens gemeenteraadslid te Jette.